# 萊斯基
49°19′49″N 32°12′54″E / 49.33028°N 32.21500°E

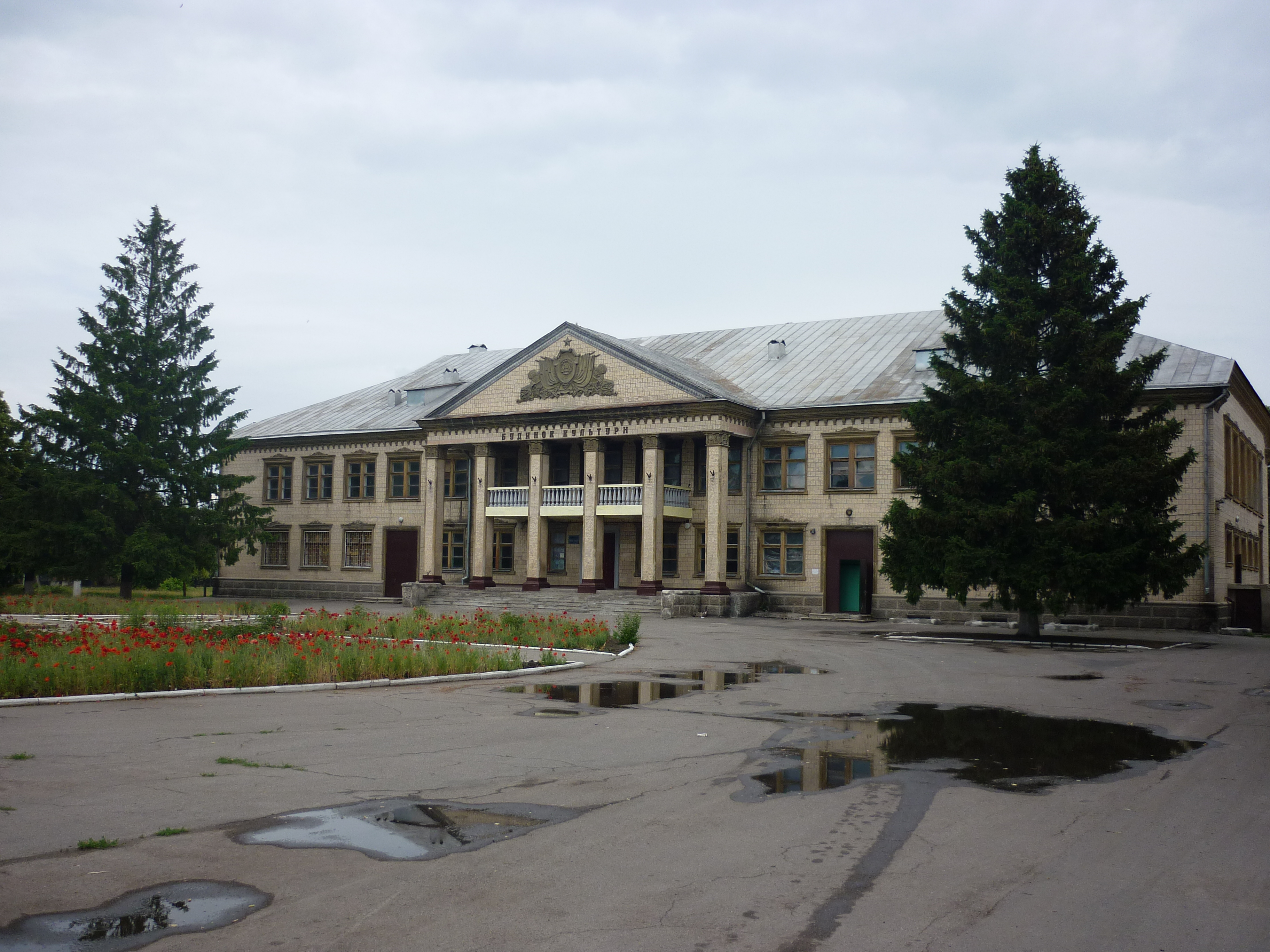
萊斯基村

萊斯基（烏克蘭語：Леськи）是位於烏克蘭中部的村莊，由切爾卡瑟州切爾卡瑟區的萊斯基市鎮負責管轄，並為該市鎮的行政中心。該村始建於1726年，面積6.78平方公里，海拔高度106米，2010年人口4,192，人口密度每平方公里625.1人。